# Matelea mexicana
Matelea mexicana är en oleanderväxtart som beskrevs av D.L. Spellman och G. Morillo. Matelea mexicana ingår i släktet Matelea och familjen oleanderväxter. Inga underarter finns listade i Catalogue of Life.